# Funzione vertice
In elettrodinamica quantistica, la funzione vertice descrive l'accoppiamento tra un fotone e un elettrone a ordini superiori di quello dominante della teoria perturbativa. In particolare, è una funzione di correlazione irriducibile a una particella (1-particle irreducible) che coinvolge il fermione {\displaystyle \psi }, l'antifermione {\displaystyle {\bar {\psi }}}, e il potenziale vettore A.

## Definizione

La correzione a un loop alla funzione vertice. Questo è il contributo dominante al momento magnetico anomalo dell'elettrone.

La funzione vertice {\displaystyle \Gamma ^{\mu }} può essere definita in termini di una derivata funzionale dell'azione efficace Seff come
{\displaystyle \Gamma ^{\mu }=-{1 \over e}{\delta ^{3}S_{\mathrm {eff} } \over \delta {\bar {\psi }}\delta \psi \delta A_{\mu }}}
La forma della funzione vertice è vincolata dalle simmetrie dell'elettrodinamica quantistica: l'invarianza di Lorentz, l'invarianza di gauge, o trasversalità del fotone, come espressa dall'identità di Ward, e l'invarianza sotto parità. Queste condizioni portano alla seguente struttura:
{\displaystyle \Gamma ^{\mu }=\gamma ^{\mu }F_{1}(q^{2})+{\frac {i\sigma ^{\mu \nu }q_{\nu }}{2m}}F_{2}(q^{2})}
dove {\displaystyle \sigma ^{\mu \nu }=(i/2)[\gamma ^{\mu },\gamma ^{\nu }]}, {\displaystyle q_{\nu }} è il quadrimomento entrante del fotone esterno (a destra nella figura), e F1(q2) e F2(q2) sono fattori di forma che dipendono solo dall'impulso trasferito q2. Al livello albero (ordine dominante), F1(q2) = 1 e F2(q2) = 0, così la funzione vertice risulta essere semplicemente pari alla gamma di Dirac, 
{\displaystyle \Gamma ^{\mu }=\gamma ^{\mu }}
Oltre l'ordine dominante, le correzioni a F1(0) vengono esattamente annullate dalla rinormalizzazione del campo. Il fattore di forma F2(0) corrisponde al momento magnetico anomalo a del fermione, definito in termini del fattore g di Landé come:
{\displaystyle a={\frac {g-2}{2}}=F_{2}(0)}